# Mesoxaea vagans
Mesoxaea vagans  (лат.) — вид перепончатокрылых насекомых из семейства андренид (Andrenidae). Распространён в штате Нижняя Калифорния, в Мексике. Самцы собирают нектар с Wislizenia refracta, Larrea tridentata, Asclepias; самки собирают нектар с Wislizenia refracta, Asclepias. Длина тела самцов 13—19 мм, длина переднего крыла 12—16 мм. Длина тела самок 16—19 мм, длина переднего крыла 15—16,5 мм.